# Fairwind
Fairwind A/S eller Force Bidco A/S er en multinational dansk virksomhed, der installerer og servicerer vindmøller. Virksomheden har hovedkvarter i Vejle med afdelinger i Europa, Afrika, Asien, Nordamerika, Australien og Sydamerika. Fairwind blev etableret i Vejle i 2008 med 8 ansatte. I dag er der 1.500 ansatte i hele verden (ca. 180 i Danmark), og de har gennemført projekter i 40 lande. Årsomsætningen var i 2023 på 1,2 mia. danske kroner.